# Andrea Pizzitola
Andrea Pizzitola, född den 19 juni 1992 i Montpellier är en fransk racerförare.